# Giovanni Spataro (cestista)
Giovanni Spataro (Ragusa, 2 febbraio 1966) è un ex cestista italiano.

## Carriera
Di ruolo centro, nei campionati professionistici ha militato nella Viola Reggio Calabria dal 1983 al marzo 1990.